# Kelowna-Mission (circonscription britanno-colombienne)
Pour les articles homonymes, voir Mission.
Circonscription électorale provinciale du Canada
Kelowna-Mission est une circonscription provinciale de la Colombie-Britannique représentée à l'Assemblée législative de la Colombie-Britannique depuis 2001.

## Géographie
La circonscription représente une partie de la ville de Kelowna dans le sud-est du district régional de Central Okanagan.

## Liste des députés
| Législature                                            | Années                                                 | Député                                                 | Député                                                 | Parti                                                  |
| Kelowna-Mission Circonscription issue de Okanagan West | Kelowna-Mission Circonscription issue de Okanagan West | Kelowna-Mission Circonscription issue de Okanagan West | Kelowna-Mission Circonscription issue de Okanagan West | Kelowna-Mission Circonscription issue de Okanagan West |
| ------------------------------------------------------ | ------------------------------------------------------ | ------------------------------------------------------ | ------------------------------------------------------ | ------------------------------------------------------ |
| 37e                                                    | 2001–2005                                              |                                                        | Sindi Hawkins (en)                                     | Libérale                                               |
| 38e                                                    | 2005–2009                                              |                                                        | Sindi Hawkins (en)                                     | Libérale                                               |
| 39e                                                    | 2009–2013                                              |                                                        | Steve Thomson                                          | Libéral                                                |
| 40e                                                    | 2013–2017                                              |                                                        | Steve Thomson                                          | Libéral                                                |
| 41e                                                    | 2017–2020                                              |                                                        | Steve Thomson                                          | Libéral                                                |
| 42e                                                    | 2020–2023                                              |                                                        | Renee Merrifield (en)                                  | Libérale                                               |
| 42e                                                    | 2023–2024                                              |                                                        | Renee Merrifield (en)                                  | United                                                 |
| 43e                                                    | 2024–en cours                                          |                                                        | Gavin Dew (en)                                         | Conservateur                                           |